# Gran Premio de la montaña en el Giro de Italia
El Gran Premio de la montaña del Giro de Italia es una clasificación secundaria del Giro de Italia que recompensa el ciclista que obtiene más puntos al pasar por las cumbres de los diferentes puertos de montaña de los que consta la carrera. El ciclista es recompensado con un maillot de color verde (Maglia verde) entre 1974 y 2011. Desde el 2012 el maillot pasa a ser de color azul (Maglia azzurra) por la llegada de un patrocinador.

## Historia
La clasificación se inició en 1933, pero sería sólo hasta 1974 cuando el líder de la clasificación de la montaña lleve la maglia verde. Cada ascensión distribuye unos puntos según la dificultad del puerto. Desde 2012 el maillot distintivo pasó a ser de color azul.
Se conoce como Cima Coppi al punto más alto de todo el Giro, y fue establecida en 1965 para honorar al ciclista italiano Fausto Coppi.
En la historia del Giro, la combinación maglia rosa + maglia verde ha sido obtenida por Alfredo Binda (1933), Gino Bartali (1936, 1937, 1946), Giovanni Valetti (1938), Fausto Coppi (1949), Hugo Koblet (1950), Charly Gaul (1956, 1959), Eddy Merckx (1968, también maglia ciclamino de la clasificación por puntos) Andrew Hampsten (1988), Marco Pantani (1998), Chris Froome (2018) y Tadej Pogačar (2024).

## Reglamento
La clasificación de la montaña consiste en una graduación determinada de puntos que viene asiganda a los ciclistas que transiten en los primeros lugares de cada cima, clasificadas en cuatro categorías sobre la base de su dificultad. La Cima Coppi, la más alta cima de toda la carrera, se le asigna una puntuación mayor respecto a otras cimas de primera categoría. 
Los puntos distribuidos siguen el siguiente modelo:
| Tipología | Tipología         | 1.º | 2.º | 3.º | 4.º | 5.º | 6.º | 7.º | 8.º | 9.º |
| --------- | ----------------- | --- | --- | --- | --- | --- | --- | --- | --- | --- |
|           | Cima Coppi        | 45  | 30  | 20  | 14  | 10  | 6   | 4   | 2   | 1   |
|           | Primera Categoría | 35  | 18  | 12  | 9   | 6   | 4   | 2   | 1   | -   |
|           | Segunda Categoría | 15  | 8   | 6   | 4   | 2   | 1   | -   | -   | -   |
|           | Tercera Categoría | 7   | 4   | 2   | 1   | -   | -   | -   | -   | -   |
|           | Cuarta Categoría  | 3   | 2   | 1   | -   | -   | -   | -   | -   | -   |

## Palmarés

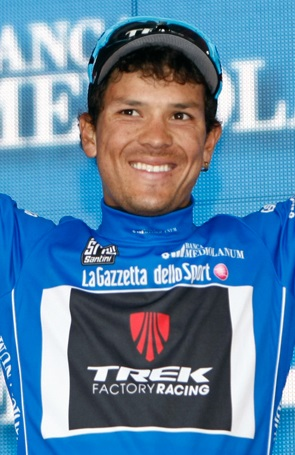
Julián Arredondo con la maglia azzurra del Giro de Italia 2014.

| Año            | Corredores                      | Equipo                       | Puntos | Otras clasificaciones |
| -------------- | ------------------------------- | ---------------------------- | ------ | --------------------- |
| 1933           | Alfredo Binda                   | Legnano                      | ?      | General               |
| 1934           | Remo Bertoni                    | Legnano                      | ?      | -                     |
| 1935           | Gino Bartali                    | Fréjus                       | ?      | -                     |
| 1936           | Gino Bartali                    | Legnano                      | ?      | General               |
| 1937           | Gino Bartali                    | Legnano                      | ?      | General               |
| 1938           | Giovanni Valetti                | Fréjus                       | ?      | General               |
| 1939           | Gino Bartali                    | Legnano                      | ?      | -                     |
| 1940           | Gino Bartali                    | Legnano                      | ?      | -                     |
| 1946           | Gino Bartali                    | Legnano                      | ?      | General               |
| 1947           | Gino Bartali                    | Legnano                      | ?      | -                     |
| 1948           | Fausto Coppi                    | Bianchi                      | ?      | -                     |
| 1949           | Fausto Coppi                    | Bianchi                      | ?      | General               |
| 1950           | Hugo Koblet                     | Guerra                       | ?      | General               |
| 1951           | Louison Bobet                   | Bottecchia                   | ?      | -                     |
| 1952           | Raphaël Géminiani               | Bianchi-Pirelli              | ?      | -                     |
| 1953           | Pasquale Fornara                | Bottecchia                   | ?      | -                     |
| 1954           | Fausto Coppi                    | Bianchi                      | ?      | -                     |
| 1955           | Gastone Nencini                 | Leo-Chlorodont               | 7      | -                     |
| 1956           | Federico Bahamontes Charly Gaul | Girardengo-ICEP Faema-Guerra | 30 20  | - General             |
| 1957           | Raphaël Géminiani               | Mercier                      | 56     | -                     |
| 1958           | Jean Brankart                   | Saint-Raphaël                | 45     | -                     |
| 1959           | Charly Gaul                     | Emi                          | 560    | General               |
| 1960           | Rik Van Looy                    | Faema                        | 250    | -                     |
| 1961           | Vito Taccone                    | Atala                        | 270    | -                     |
| 1962           | Angelino Soler                  | Ghigi                        | 260    | -                     |
| 1963           | Vito Taccone                    | Lygie                        | 520    | -                     |
| 1964           | Franco Bitossi                  | Spring Oil                   | 200    | -                     |
| 1965           | Franco Bitossi                  | Filotex                      | 250    | -                     |
| 1966           | Franco Bitossi                  | Filotex                      | 490    | -                     |
| 1967           | Aurelio González                | KAS                          | 630    | -                     |
| 1968           | Eddy Merckx                     | Faema                        | 340    | General Puntos        |
| 1969           | Claudio Michelotto              | Max Meyer                    | 330    | -                     |
| 1970           | Martin Vandenbossche            | Molteni                      | 460    | -                     |
| 1971           | José Manuel Fuente              | KAS                          |        | -                     |
| 1972           | José Manuel Fuente              | KAS                          | 490    | -                     |
| 1973           | José Manuel Fuente              | KAS                          | 550    | -                     |
| Maglia verde   |                                 |                              |        |                       |
| 1974           | José Manuel Fuente              | KAS                          | 510    | -                     |
| 1975           | Andrés Oliva                    | KAS                          | 300    | -                     |
| 1976           | Andrés Oliva                    | KAS                          | 535    | -                     |
| 1977           | Faustino Fernández Ovies        | KAS-Campagnolo               | 675    | -                     |
| 1978           | Ueli Sutter                     | Zonca-Santini                | 830    | -                     |
| 1979           | Claudio Bortolotto              | Sanson                       | 495    | -                     |
| 1980           | Claudio Bortolotto              | San Giacomo                  | 670    | -                     |
| 1981           | Claudio Bortolotto              | Santini-Selle Italia         | 510    | -                     |
| 1982           | Lucien Van Impe                 | Boston-Mavic                 | 860    | -                     |
| 1983           | Lucien Van Impe                 | Boston-Mavic                 | 70     | -                     |
| 1984           | Laurent Fignon                  | Renault-Elf                  | 53     | -                     |
| 1985           | José Luis Navarro               | Zor                          | 54     | -                     |
| 1986           | Pedro Muñoz                     | Fagor                        | 54     | -                     |
| 1987           | Robert Millar                   | Panasonic                    | 97     | -                     |
| 1988           | Andrew Hampsten                 | 7-Eleven                     | 59     | General               |
| 1989           | Luis Herrera                    | Café de Colombia             | 70     | -                     |
| 1990           | Claudio Chiappucci              | Carrera Jeans-Vagabond       | 74     | -                     |
| 1991           | Iñaki Gastón                    | CLAS-Cajastur                | 75     | -                     |
| 1992           | Claudio Chiappucci              | Carrera Jeans-Tassoni        | 76     | -                     |
| 1993           | Claudio Chiappucci              | Carrera Jeans-Tassoni        | 42     | -                     |
| 1994           | Pascal Richard                  | GB-MG Maglificio             | 78     | -                     |
| 1995           | Mariano Piccoli                 | Brescialat                   | 75     | -                     |
| 1996           | Mariano Piccoli                 | Brescialat                   | 69     | -                     |
| 1997           | José Jaime González             | Kelme-Costa Blanca           | 99     | -                     |
| 1998           | Marco Pantani                   | Mercatone Uno                | 89     | General               |
| 1999           | José Jaime González             | Kelme-Costa Blanca           | 61     | -                     |
| 2000           | Francesco Casagrande            | Vini Caldirola-Sidermec      | 71     | -                     |
| 2001           | Freddy González                 | Colombia-Selle Italia        | 73     | -                     |
| 2002           | Julio Alberto Pérez Cuapio      | Panaria                      | 69     | -                     |
| 2003           | Freddy González                 | Colombia-Selle Italia        | 100    | Combatividad          |
| 2004           | Fabian Wegmann                  | Gerolsteiner                 | 56     | -                     |
| 2005           | José Rujano                     | Colombia-Selle Italia        | 143    | Combatividad          |
| 2006           | Juan Manuel Gárate              | Quick Step-Innergetic        | 64     | -                     |
| 2007           | Leonardo Piepoli                | Saunier Duval-Prodir         | 79     | Combatividad          |
| 2008           | Emanuele Sella                  | CSF Group-Navigare           | 136    | Combatividad          |
| 2009           | Stefano Garzelli                | Acqua & Sapone               | 61     | Combatividad          |
| 2010           | Matthew Lloyd                   | Omega Pharma-Lotto           | 56     | Combatividad          |
| 2011           | Stefano Garzelli                | Acqua & Sapone               | 67     | -                     |
| Maglia azzurra |                                 |                              |        |                       |
| 2012           | Matteo Rabottini                | Farnese Vini-Selle Italia    | 84     | -                     |
| 2013           | Stefano Pirazzi                 | Bardiani Valvole-CSF Inox    | 82     | -                     |
| 2014           | Julián Arredondo                | Trek Factory                 | 173    | Combatividad          |
| 2015           | Giovanni Visconti               | Movistar Team                | 125    | -                     |
| 2016           | Mikel Nieve                     | Team Sky                     | 152    | -                     |
| 2017           | Mikel Landa                     | Team Sky                     | 224    | Combatividad          |
| 2018           | Chris Froome                    | Team Sky                     | 125    | General               |
| 2019           | Giulio Ciccone                  | Trek-Segafredo               | 267    | -                     |
| 2020           | Ruben Guerreiro                 | EF Pro Cycling               | 234    | -                     |
| 2021           | Geoffrey Bouchard               | AG2R Citroën Team            | 184    | -                     |
| 2022           | Koen Bouwman                    | Team Jumbo-Visma             | 294    | -                     |
| 2023           | Thibaut Pinot                   | Groupama-FDJ                 | 237    | -                     |
| 2024           | Tadej Pogačar                   | UAE Team Emirates            | 270    | General               |
| 2025           | Lorenzo Fortunato               | XDS Astana Team              | 355    | -                     |

### Ciclistas con más victorias
| Ciclista            | Victorias | Años                                     |
| ------------------- | --------- | ---------------------------------------- |
| Gino Bartali        | 7         | 1935, 1936, 1937, 1939, 1940, 1946, 1947 |
| José Manuel Fuente  | 4         | 1971, 1972, 1973, 1974                   |
| Fausto Coppi        | 3         | 1948, 1949, 1954                         |
| Franco Bitossi      | 3         | 1964, 1965, 1966                         |
| Claudio Bortolotto  | 3         | 1979, 1980, 1981                         |
| Claudio Chiappucci  | 3         | 1990, 1992, 1993                         |
| Raphaël Géminiani   | 2         | 1952, 1957                               |
| Lucien Van Impe     | 2         | 1982, 1983                               |
| Mariano Piccoli     | 2         | 1995, 1996                               |
| José Jaime González | 2         | 1997, 1999                               |
| Freddy González     | 2         | 2001, 2003                               |
| Stefano Garzelli    | 2         | 2009, 2011                               |

### Palmarés por país
| País           | Victorias | Primera victoria | Última victoria | Último vencedor                   |
| -------------- | --------- | ---------------- | --------------- | --------------------------------- |
| Italia         | 39        | 1933             | 2025            | Lorenzo Fortunato (2025)          |
| España         | 16        | 1956             | 2017            | Mikel Landa (2017)                |
| Bélgica        | 6         | 1958             | 1983            | Lucien Van Impe (1983)            |
| Colombia       | 6         | 1989             | 2014            | Julián Arredondo (2014)           |
| Francia        | 6         | 1951             | 2023            | Thibaut Pinot (2023)              |
| Suiza          | 3         | 1950             | 1994            | Pascal Richard (1994)             |
| Luxemburgo     | 2         | 1956             | 1959            | Charly Gaul (1959)                |
| Reino Unido    | 2         | 1987             | 2018            | Christopher Froome (2018)         |
| Estados Unidos | 1         | 1988             | 1988            | Andrew Hampsten (1988)            |
| México         | 1         | 2002             | 2002            | Julio Alberto Pérez Cuapio (2002) |
| Alemania       | 1         | 2004             | 2004            | Fabian Wegmann (2004)             |
| Venezuela      | 1         | 2005             | 2005            | José Rujano (2005)                |
| Australia      | 1         | 2010             | 2010            | Matthew Lloyd (2010)              |
| Portugal       | 1         | 2020             | 2020            | Ruben Guerreiro (2020)            |
| Países Bajos   | 1         | 2022             | 2022            | Koen Bouwman (2022)               |
| Eslovenia      | 1         | 2024             | 2024            | Tadej Pogačar (2024)              |